# كيفن جونسون (ملاكم)
كيفن جونسون (بالإنجليزية: Kevin Johnson)‏ (7 سبتمبر 1979 في الولايات المتحدة - ) هو ملاكم أمريكي، صنّف ضمن فئة وزن ثقيل.

## إحصائيات
خاض خلال مسيرته 60 نزالا، فاز في 36 وتعادل في 2 وخسر في 22. فاز بالضربة القاضية في 20 نزالا.

## روابط خارجية
- كيفن جونسون على موقع بوكس ريك (الإنجليزية) (registration required)